# Cyphostemma cyphopetalum
Cyphostemma cyphopetalum är en vinväxtart. Cyphostemma cyphopetalum ingår i släktet Cyphostemma och familjen vinväxter.

## Underarter
Arten delas in i följande underarter:
- C. c. craterum
- C. c. cyphopetalum
- C. c. nodiglandulosum